# Zsidó Sándor
Zsidó Sándor (Torda, 1897. február 6. – Budapest, 1972. december 28.) magyar ügyvéd, országgyűlési képviselő.

## Élete
Zsidó Gergely és Székely Katalin római katolikus szülők gyermekeként született. Középiskoláit a kolozsvári római katolikus főgimnáziumban végezte, majd jogi karon tanult tovább, a kolozsvári és a szegedi tudományegyetemen. A szegedi Ferenc József Tudományegyetem ünnepélyes megnyitásán, 1921. október 9-én őt avatták az intézmény első jogtudományi doktorává.
Az első világháború idején a császári és királyi 50. gyalogezred kötelékében teljesített katonai szolgálatot, részt vett négy isonzói csatában és a háború végén tartalékos hadnagyként szerelt le. Katonai érdemeiért elnyerte a Signum Laudist a kardokkal, a kis ezüst és a bronz vitézségi érmet, a Károly-csapatkeresztet, a sebesülési érmet és a háborús emlékérmet.
1927-ben kezdett működni, mint gyakorló ügyvéd Zalaegerszegen; a város képviselő-testületének 1933-ban, Zala vármegye törvényhatósági bizottságának pedig 1934-ben lett először tagja. Az Országos Frontharcos Szövetség zalaegerszegi csoportjának vezetőtisztje, a Magyar Országos Véderő Egyesület (MOVE) zalaegerszegi sportegyletének vezetőségének tagja és az egyik helyi cserkészcsapat parancsnoka is volt. Az előbbiek mellé az 1939. évi általános választáson parlamenti képviselői mandátumot is szerzett, a Magyar Élet Pártja Zala megyei listájáról.
1925. április 23-án Zalaegerszegen házasságot kötött Hegyi Juliannával.